# 中国驻密克罗尼西亚联邦大使列表
本列表為中華人民共和國駐密克罗尼西亚联邦历任大使名录。

## 历任中国驻密克罗尼西亚联邦大使

### 中华人民共和国驻密克罗尼西亚联邦大使（1989年至今）
1989年9月11日，中国同密克罗尼西亚联邦建交。1990年2月，中国设立驻密克罗尼西亚联邦大使馆，初由驻澳大利亚大使兼驻，临时代办主持馆务，1991年改为专使。
| 姓名   | 任命           | 任命           | 到任           | 递交国书      | 免职           | 免职           | 离任         | 外交衔级 | 外交职务     | 备注           |
| 姓名   | 全国人大常委会 | 主席           | 到任           | 递交国书      | 全国人大常委会 | 主席           | 离任         | 外交衔级 | 外交职务     | 备注           |
| ------ | -------------- | -------------- | -------------- | ------------- | -------------- | -------------- | ------------ | -------- | ------------ | -------------- |
| 张再   | 1989年10月31日 | 1990年2月8日   | 1990年3月      | 1990年3月29日 | 1990年6月28日  | 1990年9月1日   | 1990年6月    | 大使     | 特命全权大使 | 驻澳大利亚兼   |
| 石春来 | 1990年6月28日  | 1990年9月1日   | 未到任         | 不適用        | 1991年3月2日   | 不適用         | 不適用       | 大使     | 特命全权大使 | 驻澳大利亚兼   |
| 吕凤鼎 | 不適用         | 不適用         | 1990年         |               | 不適用         | 不適用         | 1991年6月    |          | 临时代办     | 筹备开馆       |
| 李钦平 | 1991年3月2日   | 1991年6月7日   | 1991年6月      | 1991年6月27日 | 1993年10月31日 | 1994年2月2日   | 1994年1月    | 大使     | 特命全权大使 | 兼驻马绍尔群岛 |
| 陈永成 | 1993年10月31日 | 1994年2月2日   | 1994年2月      | 1994年2月22日 | 1997年5月9日   | 1997年10月31日 | 1997年8月    | 大使     | 特命全权大使 |                |
| 许军   | 1997年5月9日   | 1997年10月31日 | 1997年9月      | 1997年9月11日 | 2001年12月29日 | 2002年5月14日  | 2002年3月    | 大使     | 特命全权大使 |                |
| 张滨华 | 2001年12月29日 | 2002年5月14日  | 2002年4月      |               | 2004年6月25日  | 2004年10月14日 | 2004年6月    | 大使     | 特命全权大使 |                |
| 杨强   | 2004年6月25日  | 2004年10月14日 | 2004年6月      |               | 2006年8月27日  | 2006年11月16日 | 2006年10月   | 大使     | 特命全权大使 |                |
| 刘菲   | 2006年8月27日  | 2006年11月16日 | 2006年10月30日 | 2006年11月7日 | 2009年4月24日  | 2009年8月5日   | 2009年6月    | 大使     | 特命全权大使 |                |
| 张卫东 | 2009年4月24日  | 2009年8月5日   | 2009年8月10日  | 2009年8月17日 | 2012年4月27日  | 2012年7月31日  | 2012年7月9日 | 大使     | 特命全权大使 |                |
| 张连云 | 2012年4月27日  | 2012年7月31日  | 2012年7月27日  | 2012年8月1日  | 2014年8月31日  | 2015年1月13日  | 2014年12月   | 大使     | 特命全权大使 |                |
| 李杰   | 2014年8月31日  | 2015年1月13日  | 2015年1月19日  | 2015年1月21日 | 2018年2月24日  | 2018年5月31日  | 2018年4月    | 大使     | 特命全权大使 |                |
| 黄峥   | 2018年2月24日  | 2018年5月31日  | 2018年5月30日  | 2018年6月6日  |                | 2023年7月17日  | 2022年12月   | 大使     | 特命全权大使 |                |
| 吴伟   |                | 2023年7月17日  | 2023年6月17日  | 2023年6月26日 | 现任           |                |              | 大使     | 特命全权大使 |                |